# Antonín Anděl
Antonín Anděl (13. června 1880 Praha – ?) byl český hudební skladatel.
V letech 1894 až 1900 studoval na Pražské konzervatoři hru na pozoun. Ve skladbě byl žákem Antonína Dvořáka. Úspěchu dosáhl již v době studií. Za svou Sonátu pro housle a klavír h-moll a Klavírní trio g-moll získal cenu komorního spolku. Kromě toho byla v Praze provedena i jeho orchestrální předehra Příchod jara.
V roce 1905 se stal dirigentem ve Vukovaru (Chorvatsko) a posléze ředitelem kůru v chrámu sv. Blažeje v Záhřebu a sbormistrem významného hudebního spolku Kolo.
Pro potřeby chrámu zkomponoval Liturgii podle sv. Jana Zlatoústého. Úspěšná byla jeho Rapsodie pro sbor a orchestr, která získala cenu Kola, a kantáta Zavedeni konik, odměněná cenou Glasbené Matice v Lublani.
Dále zkomponoval řadu drobnějších instrumentálních skladeb, písní a sborů. Tiskem byly vydány jeho sborové úpravy jihoslovanských lidových písní. Jediná opera Put sreči zůstala neprovedena.
Další podrobnosti o jeho životě a díle, ale ani datum jeho smrti nejsou známy.